# Jutjat de Pau de Castellar del Vallès
L'antic Jutjat de Pau de Castellar del Vallès (Vallès Occidental), abans safareigs de la Baixada de Cal Verge, actualment l'espai cultural Calissó Espai Plural, és un edifici eclèctic que forma part de l'Inventari del Patrimoni Arquitectònic de Catalunya.

## Descripció
El Jutjat de Pau de Castellar ocupa l'espai dels antics safareigs públics. L'interior de l'edifici ha estat remodelat adaptant-lo a la seva nova utilització, la qual cosa ha suposat l'enderrocament de la façana posterior per tal d'afegir un cos annex. Pel que fa a la paret lateral dreta, s'han cegat els dos grans finestrals que existien. Després de la restauració i adaptació portada a terme només ha pervingut la façana principal i la teulada del primitiu edifici que s'han restaurat respectant al màxim l'estructura original. La façana presenta una simetria axial i mostra una inclinació vers les formes classicistes. Destaca l'organització de la porta d'entrada on els brancals sostenen les cornises disposades de forma esglaonada que en la part superior sostenen un gerro decoratiu.

## Història
La placa commemorativa situada sobre la porta resumeix la història de l'edifici. Aquest fou donació de la primera Marquesa de Castellar, Emília Carles, vídua de Tolrà, propietària de l'empresa tèxtil del mateix nom que al llarg de la seva vida realitzà diverses donacions pel seu poble: Escoles del Patronat Tolrà, els escolapis, l'església parroquial de Castellar, etc. Anys després, el 1901, es començaria l'edificació d'uns altres safareigs públics, també coberts i que també foren deguts a la iniciativa de la Marquesa (Safareigs de la Baixada de Palau).